# Elinor Remick Warren
Elinor Remick Warren   (Los Angeles, 23 de febrer de 1900 - Los Angeles, 27 d'abril de 1991) va ser un compositora estatunidenca de música clàssica contemporània i pianista. Va compondre en un estil predominantment neo-romàntic.
Va assistir al Mills College, on va estudiar piano amb L. Godowsky i Harold Bauer. Els seus instructors de composició van incloure Olga Steeb, Paolo Gallico, Frank La Forge, Clarence Dickinson i Nadia Boulanger. Durant la seva vida va escriure més de 200 composicions.

## Biografia
La seva mare havia estat estudiant de Franz Liszt i va introduir a la seva filla a la música artística. El pare de Warren era considerat un bon cantant aficionat que una vegada havia pensat en cantar professionalment. Warren es va formar com a pianista amb Kathryn Cocke durant l'escola secundària i va prendre classes de composició de Gertrude Ross començant el seu segon any a l'institut. Va enviar una primera composició a l'editorial musical Schirmer i va rebre el seu primer contracte per publicar amb ells abans de graduar-se a l'escola secundària. Entre l'escola secundària i la universitat, Warren va estudiar piano amb Harold Bauer i Leopold Godowsky. Després d'assistir al Mills College durant un any, es va traslladar a Nova York, on va estudiar en privat amb els compositors Frank LaForge i Clarence Dickinson, tots dos coneguts per les seves cançons d'art. Warren es va mantenir com a acompanyant de cantants i va anar de gira amb la contralt Margarete Matzenauer.
Warren va compondre en un estil predominantment neoromàntic."Website of Elinor Remick Warren". Archived from the original on 2010-10-16. Retrieved 2009-05-21. Demanada tant com a pianista com a compositora, va ser solista dues vegades amb la Filharmònica de Los Angeles i va fer diversos enregistraments com a col·laboradora amb diversos cantants. A la dècada de 1930, Warren va començar a treballar en composicions a més gran escala, incloent la seva peça The Harp Weaver, una obra per a cor de dones, orquestra i solista de baríton; i la simfònica The Passing of King Arthur (després retitulada The Legend of King Arthur). El 1940, amb l'èxit del rei Artús, va deixar d'actuar per centrar-se en la composició. Va compondre activament sobre temes de la natura, especialment com es veu a l'oest americà, i el misticisme. Warren va passar la major part de la seva carrera compositiva a Los Angeles, que es considerava una opció inusual en aquell moment, atès que es pensava que Nova York era el centre de la nova música nord-americana. No obstant això, les seves obres van ser àmpliament interpretades durant la seva vida.
Moltes d'aquestes han estat enregistrats per artistes i conjunts com el "Roger Wagner Chorale", el baríton Thomas Hampson, la Filharmònica d'Oslo, la "Royal Scottish National Orchestra" i la BBC Orchestra. La mateixa Warren va gravar una sèrie de les seves obres per a piano i piano-vocal. Els seus manuscrits i altres materials es troben a la Biblioteca del Congrés a la Col·lecció Elinor Remick Warren.
El 17 de juny de 1925 es va casar amb el doctor Raymond Huntsberger a Los Angeles; es van divorciar quatre anys després. El 1936 es va casar amb el productor de cinema Z. Wayne Griffin (1907–1981), amb qui va tenir dues filles i un fill. "Elinor Remick Warren". Classical Archives. Retrieved 2010-05-14. Va morir a casa seva als 91 anys.

## Obres principals
- La font, esbós simfònic (orig. Per a piano, 1934; orquestra, 1939).
- La llegenda del rei Artur, una simfonia coral, per a baríton, tenor, cor i orquestra (inclou un Intermezzo orquestral) (1939-40; rev. 1974).
- The Crystal Lake, poema simfònic (1946).[2]
- Scherzo per a orquestra (orig. Per a piano, 1937; orquestra, 1950).[1]
- Al llarg de la costa occidental, suite simfònica en tres moviments (orig. Per a piano, 1946–47; orqu., 1954).[3]
- Suite per a orquestra en quatre moviments (1954; rev. 1960).[4]
- Simfonia en un moviment (1970).[5]

Gran part de la producció de Warren consisteix en treballs corals i orquestrals a gran escala.